# Monti Lattari
De Monti Lattari vormen een gebergte in Campania, in het zuiden van Italië. Het gebergte vort de ruggengraat vormt van het schiereiland van Sorrento en de Amalfikust.

## Geografie
De Monti Lattari zijn het westelijke verlengstuk van de Monti Picentini in de Campaanse Apennijnen en strekken zich uit tot in de Tyrreense Zee, waar ze het schiereiland van Sorrento vormen. De naam is afgeleid van de kuddes geiten en koeien die in het gebied grazen en melk (lactis in het Latijn) van goede kwaliteit leveren .
De bergketen wordt in het noordwesten begrensd door de Golf van Napels, in het noorden door de vlakte van de rivier de Sarno, in het oosten door de Metelliana-vlakte van Cava de' Tirreni en in het zuiden door de Golf van Salerno. De rotsen zijn van kalksteen en bereiken hun hoogste hoogte op 1444 m met de Monte San Michele. 
In het noorden ligt de populaire Monte Faito, bereikbaar met de kabelbaan vanuit Castellammare di Stabia. In het westen ligt de Monte Cerreto van 1316 meter, waarachter de bergen naar het oosten afhellen in de Chiunzi-pas bij Sant'Egidio del Monte Albino. Verder naar het oosten bereiken de bergen een hoogte van 1075 meter bij de Monte Albino, die uitkijkt over Nocera Inferiore. Verderop bereikt men de 1130 meter hoge Monte Sant'Angelo di Cava, die samen met de Monte Finestra (1138 meter) en de Monte dell'Avvocata boven Maiori (1014 meter) de oostelijke rand van de bergketen vormt, voordat deze afloopt in de valleien van Cava de' Tirreni en de rivier Bonea, die uitmondt in de Golf van Salerno bij Vietri sul Mare.

## Geschiedenis
In de Romeinse tijd maakten de bergen deel uit van de Regio I Latium et Campania.
De vlakte ten noorden van de Monti Lattari was het toneel van de derde Gotische Oorlog. De laatste koning van de Ostrogoten, Teia, werd gedood bij Nuceria in de zogenaamde Slag bij Mons Lactarius, in het gebied tussen de huidige gemeenten Angri en Sant'Antonio Abate.
In de middeleeuwen maakten ze deel uit van de Republiek Amalfi, later het Hertogdom Amalfi.